# Крокко (лунный кратер)
Кратер Крокко (лат. Crocco) — большой древний ударный кратер в южном полушарии обратной стороны Луны. Название присвоено в честь итальянского учёного-механика, пионера воздухоплавания Гаэтано Крокко (1877—1968) и утверждено Международным астрономическим союзом в 1970 г. Образование кратера относится к нектарскому периоду.

## Описание кратера

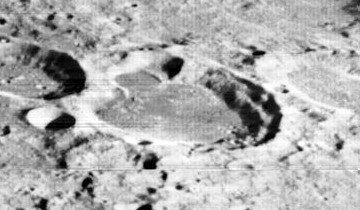
Снимок зонда Lunar Orbiter - II (север внизу).

Ближайшими соседями кратера Крокко являются кратер Цераский на западе; кратер Райдер на северо-западе; кратер Кох на севере; кратер Гаравито на востоке и кратер Хопман на юго-востоке. На северо-востоке от кратера расположено Море Мечты. Селенографические координаты центра кратера 46°59′ ю. ш. 150°31′ в. д. / 46,98° ю. ш. 150,51° в. д., диаметр 67,5 км, глубина 2,8 км.
Кратер Крокко имеет сложную полигональную форму с впадиной в юго-восточной части образованной сателлитным кратером Крокко G (см. ниже). Вал несколько сглажен, но сохранил четко очерченную кромку, в северо-восточной части перекрыт парой небольших кратеров, в южной части – одиночным кратером. Внутренний склон сохранил остатки террасовидной структуры. Высота вала над окружающей местностью достигает 1320 м, объем кратера составляет приблизительно 5100 км³.  Северо-западная часть чаши выровнена базальтовой лавой и отделена бороздой или уступом образовавшимся при застывании лавы. Остальная часть чаши менее ровная, в юго-восточной части чаши видны останки вала небольшого кратера возвышающегося над поверхностью лавы и имеющего широкий разрыв в северо-западной части.

## Сателлитные кратеры
| Крокко | Координаты                                              | Диаметр, км |
| ------ | ------------------------------------------------------- | ----------- |
| E      | 46°22′ ю. ш. 152°16′ в. д. / 46,37° ю. ш. 152,27° в. д. | 14,2        |
| G      | 47°26′ ю. ш. 152°31′ в. д. / 47,43° ю. ш. 152,52° в. д. | 40,2        |
| R      | 47°52′ ю. ш. 147°47′ в. д. / 47,86° ю. ш. 147,78° в. д. | 48,1        |

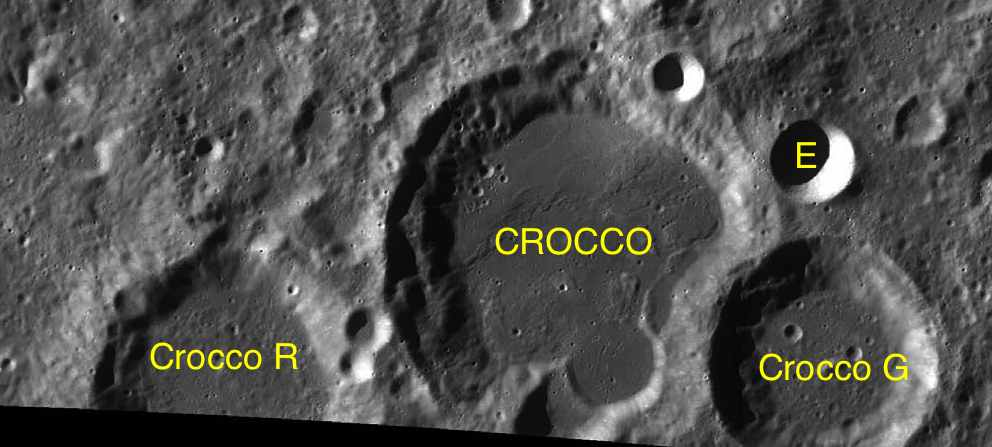
Фрагмент карты LAC-118.

- Образование сателлитного кратера Крокко G относится к раннеимбрийскому периоду[1].

## См.также
- Список кратеров на Луне
- Лунный кратер
- Морфологический каталог кратеров Луны
- Планетная номенклатура
- Селенография
- Минералогия Луны
- Геология Луны
- Поздняя тяжёлая бомбардировка